# يولاند أسمر
يولاند أسمر (1930 - 1988 م) ممثلة ومغنية سورية.

## حياتها
ولدت يولاند أسمر في حلب عام 1930، كانت دائما الابتسامة على محياها، وهذا سبب اسمها الفني (بسمة). كان والدها أستاذ ثانوية في مدرسة الأرض المقدسة بحلب. درس فن الاخراج في القدس. أسس النادي الكاثوليكي المسرحي في حلب سنة 1945 1946. بدأت يولاند أسمر بالتمثيل في فرقة مسرح النادي الكاثوليكي في حلب في مسرحيات عالمية مترجمة البورجوازي النبيل، النساء العالمات، لموليير. كانت المُرنِّمة الرئيسة في فرقة الكنيسة الغنائية. وبعد أن سمع أنطوان زابيطا مدير دائرة الموسيقا في إذاعة حلب صوتها، طلب منها الغناء في الإذاعة السورية بحلب، فكانت انطلاقة مسيرتها الفنية.

## أعمالها الغنائية
بدأت تغني أغاني مترجمة على موسيقى لشوبان وموزار، وكانت هذه الأغاني مترجمة إلى العربية الفصحى وكان ينظمها شاعر يدعى شارل خوري ويضبطها عزيز غنام، ولاحقا أعدت هذه الأغاني مع صلحي الوادي وسجلتها للتلفزيون السوري. قدمت أنواعًا مختلفة من الغناء منها الأغاني المنوَّعة، والأغاني الوطنية، والأغاني الدينية وأغاني الأطفال. ما جمع في رصيدها أكثر من 500 أغنية.

## أعمالها التمثيلية

### الأفلام
- المخدوعون 1972
- عنتر فارس الصحراء 1974
- أيام في لندن 1976
- زواج على الطريقة المحلية عام 1978
- حبيبي يا حب التوت 1979
- الحدود 1984

### المسلسلات
- انتقام الزبَّاء 1974
- أسعد الورَّاق 1975
- فوزية 1977
- أبو خليل 1980
- حارة الملح 1980

## وفاتها
توفيت يولاند أسمر عام 1988 عن عمر 58 عامًا.

## وصلات خارجية
يولاند أسمر على موقع IMDb (الإنجليزية)
- يولاند أسمر على موقع قاعدة بيانات الأفلام العربية

لم يتم العثور على روابط لمواقع التواصل الاجتماعي.